# Ophioglossum dietrichiae
Ophioglossum dietrichiae är en låsbräkenväxtart som beskrevs av Karl Anton Eugen Prantl. Ophioglossum dietrichiae ingår i släktet ormtungor, och familjen låsbräkenväxter. Inga underarter finns listade i Catalogue of Life.